# سیسکو دونت
سیسکو دِونت (انگلیسی: Cisco DevNet) یک برنامه سیسکو است جهت کمک به برنامه‌نویسان و متخصصین آی تی که می‌خواهند اپلیکیشن‌هایی نوشته و اقدام به یکپارچه‌سازی محصولات سیسکو، پلت‌فرم‌ها و ای‌پی‌آی‌ها نمایند. دِونت سیسکو شامل محصولاتی از شبکه‌سازی نرم‌افزاری، امنیت (Security)، ابری (Cloud)، پایگاه داده (Data Center)، آی‌اوای (Internet of things)، (collaboration) و توسعه نرم‌افزاری متن-باز می‌شود. 